# Heinrich Ehrlich
Heinrich Ehrlich, křtěný Heinrich Ludwig Eduard (21. března 1846 ve Frýdlantu – 20. června 1921 tamtéž), byl sudetoněmecký finančník, mecenáš a regionální politik.

## Život
Působil na pozici ředitele městské spořitelny ve Frýdlantě. Byl donátorem, který se zasloužil o stavbu dnešní radnice v tomto městě. Pracoval též jako předseda okresního úřadu ve Frýdlantě. Jedna z úzkorozchodných lokomotiv (číslo 11, po převzetí provozu ČSD evidovaná pod číslem U37.007), které provozoval zdejší spolek Frýdlantské okresní dráhy na trati z Frýdlantu do Heřmanic nesla právě Ehrlichovo jméno, neboť Ehrlich byl prezidentem tohoto spolku.
Spolu s dalším místním rodákem Franzem Mohauptem, který však většinu svého života působil jako ředitel měšťanské školy v České Lípě a napsal tam dvě opery, má památník umístěný u zdejšího kostela.